# فهرست انتخاباتی

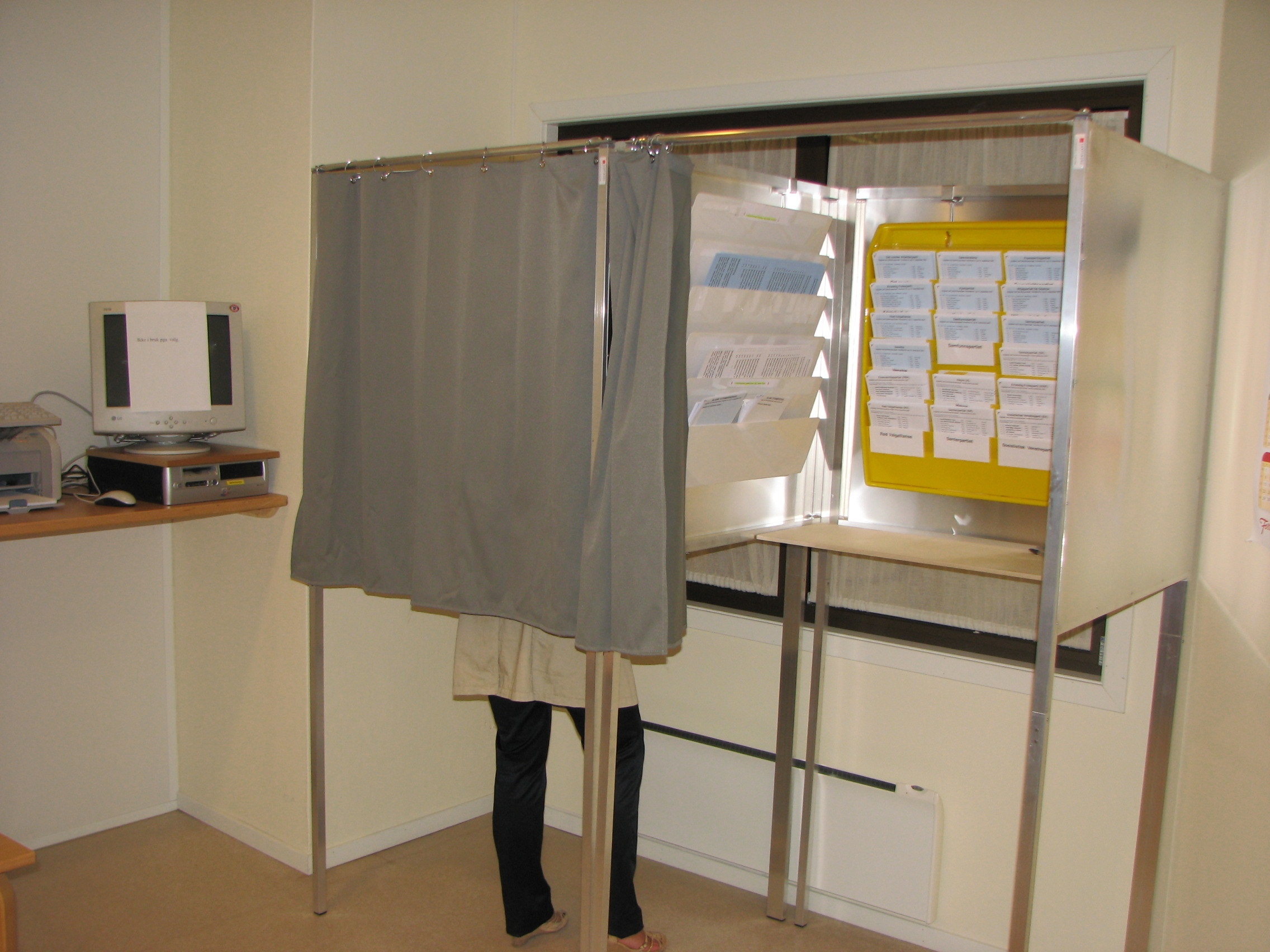
حوزه‌های رای‌گیری در انتخابات شهرداری‌ها و شورای شهرستان،رای‌گیری زودهنگام

فهرست انتخاباتی یا لیست انتخاباتی شامل سیاهه‌ای از گروه‌بندی جمعی از نامزدان در انتخابات است. این فهرست‌ها معمولاً در نظام‌های انتخاباتی تناسبی و گاه در نظام‌های انتخاباتی اکثریتی ارائه می‌شود. فهرست‌های انتخاباتی را تشکل‌های سیاسی یا گروهی از نامزدهای مستقل ارائه می‌نمایند. در فهرست‌های باز رأی‌دهندگان تا حدی در رتبه‌بندی نامزدهای برنده تأثیر دارند ولی در فهرست‌های بسته ترتیب نامزدان در فهرست از پیش مشخص است و رأی‌دهندگان در آن اثرگذار نیستند.
فهرست‌های انتخاباتی در نظام‌های نمایندگی تناسبی حزب-فهرستی ضروریست.
فهرست انتخاباتی با توجه به قانون‌ّای و انتخابی بسته می‌شود. بسته به نوع انتخابات، حزب یا مجمع عمومی یا در جلسه هیئت مدیره، ممکن است گروهی را انتخاب یا منصوب کند که نامزدان را در فهرست قرار دهند و در صورت لزوم آنان را با توجه به ترجیحات خود اولویت‌بندی کنند. صلاحیت، محبوبیت، جنسیت، سن، جغرافیا، شغل از ترجیح‌هاییست که ممکن است در کار این گروه‌ها مدنظر قرار گیرد. سپس فهرست پیشنهادی گروه ممکن است جلسهٔ گزینش تغییر یابد و نامزدها حذف و اضافه و جابه‌جا شوند. پس از به انجام رسیدن روند داخلی، فهرست نهایی به اطلاع عموم می‌رسد. این فهرست گاه روی برگهٔ رأی‌گیری که رأی‌دهندگان به صندوق رأی می‌اندازند یا روی یک برگه‌ای جداگانه مربوط به اطلاعات رأی‌دهندگان چاپ شود.

## فهرست‌های انتخاباتی در ایران
در جمهوری اسلامی ایران که حزب‌های فراگیر رواج دارد و بسیاری از نامزدان وابسته به تشکل‌های رسمی نیستند یا این تشکل‌ها چندان نزد مردم شناخته نیستند، معمولا فهرست‌ها را جناح‌های سیاسی کشور و ائتلاف‌های انتخاباتی ارائه می‌نمایند.
در انتخابات مجلس اغلب گروه‌های منتسب به جناح اصولگرایان و اصلاحطلبان یک فهرست متحد می‌دهند و برخی گروه‌ها که حاضر به ائتلاف نمی‌شوند فهرست‌های جداگانهٔ خود را ارائه می‌نمایند. در کنار فهرست‌های جناح‌ها و تشکل‌ها، گروه‌های نخبگانی نیز فهرست‌های خود را ارائه می‌کنند.
در انتخابات مجلس خبرگان رهبری تشکل‌های روحانیت مانند جامعه روحانیت مبارز و جامعه مدرسین حوزه علمیه قم و مجمع روحانیون مبارز در کنار جناح‌ها به ارائهٔ فهرست می‌پردازند.